# Himesháza
Himesháza (all. Nimmersch) est un village et une commune du comitat de Baranya en Hongrie.